# Gare de Maurois
La gare de Maurois est une halte ferroviaire française de la ligne de Busigny à Somain, située sur le territoire de la commune d'Honnechy, à proximité de Maurois, dans le département du Nord, en région Hauts-de-France.
Elle est mise en service en 1888 par la Compagnie des chemins de fer du Nord. C'est une halte voyageurs de la Société nationale des chemins de fer français (SNCF) desservie par des trains TER Hauts-de-France.

## Situation ferroviaire
Établie à 139 mètres d'altitude, la halte de Maurois est située au point kilométrique (PK) 183,685 de la ligne de Busigny à Somain, entre les gares de Busigny et de Bertry.

## Histoire
Lors de sa séance du 24 août 1881, le Conseil général du Nord adopte un vœu pour l'établissement d'une halte permettant la desserte des communes d'Honnechy et de Maurois. Le conseil renouvelle son vœu le 22 août 1885, en précisant qu'il demande qu'une halte, ou station, soit établie sur la commune d'Honnechy car cela serait profitable pour les habitants des communes voisines de Maurois, Reumont et Escaufourt. En 1885 les positions ont évolué, les deux communes ne sont plus sur la même ligne et elles s'impliquent chacune pour son projet en proposant une importante subvention. Honnechy demande une halte, ou une station, au lieu-dit « l'Embranchement » sur la ligne de Creil à Erquelinnes et la commune de Maurois une halte entre Busigny et Bertry sur la ligne de Busigny à Somain. La demande de Maurois est acceptée, Honnechy doit s'engager à hauteur d'une subvention de 33 000 fr et l'apport des terrains pour avoir satisfaction. 
Ce sont donc deux haltes qui sont mises en service en 1888 par la Compagnie des chemins de fer du Nord, l'une étant la halte de Maurois.

## Service des voyageurs

### Accueil
Halte de la SNCF, c'est un point d'arrêt non géré (PANG) à entrée libre.
La traversée des voies et donc le passage d'un quai à l'autre s'effectuent par le pont routier, implanté à proximité de la halte.

### Desserte
Maurois est desservie par des trains TER Hauts-de-France, qui effectuent un aller-retour quotidien (circulant les jours ouvrés) entre les gares de Saint-Quentin et de Douai.

### Intermodalité
Le stationnement des véhicules est possible à proximité.